# Нова Демба
Нова Дѐмба (на полски: Nowa Dęba) е град в Югоизточна Полша, Подкарпатско войводство, Тарнобжегски окръг. Административен център е на градско-селската Новодембска община. Заема площ от 16,70 км2.

## Население
Според данни от полската Централна статистическа служба, към 1 януари 2014 г. населението на града възлиза на 11 507 души. Гъстотата е 689 души/км2.